# XXXX Korpus Pancerny (III Rzesza)
XXXX Korpus Pancerny (niem. XXXX. Panzerkorps) – jeden z niemieckich korpusów pancernych, uczestniczył w agresji na Francję, agresji na Bałkany  oraz ataku na Związek Radziecki.
Jednostka została sformowana 26 stycznia 1940 roku, jako XXXX Korpus. Następnie została przemianowana na XXXX Korpus Zmotoryzowany, aby ostatecznie 9 lipca 1942 roku otrzymać nazwę XXXX Korpus Pancerny (XXXX KPanc.). Korpus  uczestniczył w 1940 roku w agresji na Francję a w 1941 roku w agresji na Bałkany i ataku na Związek Radziecki, gdzie walczył aż do 1944 roku. W styczniu 1945 roku stanowił odwód Grupy Armii A. Jego działania bojowe nie powstrzymały jednak ofensywy rozpoczętej przez Armię Czerwoną 12 stycznia 1945 roku z linii Wisły. W maju 1945 roku żołnierze XXXX KPanc. oddali się do niewoli Armii Czerwonej. Kapitulacja miała miejsce na Śląsku.

## Struktura organizacyjna
Skład korpusu w 1945 roku:
- 19 Dywizja Pancerna
- 25 Dywizja Pancerna